# Молинела (Казерта)
Молинела (итал. Molinella) је насеље у Италији у округу Казерта, региону Кампанија.
Према процени из 2011. у насељу је живело 91 становника. Насеље се налази на надморској висини од 24 м.